# Syneurina laticeps
Syneurina laticeps är en tvåvingeart som beskrevs av Borgmeier 1963. Syneurina laticeps ingår i släktet Syneurina och familjen puckelflugor. Inga underarter finns listade i Catalogue of Life.